# Zebrida adamsii
Crabe-zèbre
Espèce
Zebrida adamsii, communément appelé le Crabe-zèbre, est une espèce de crabes de la famille des Pilumnidae. C'est un petit crabe (2 à 3 cm) symbiotique de certains oursins venimeux.

## Description
Facilement reconnaissable par sa coloration, le crabe-zèbre est un crabe minuscule qui vit entre les piquants de certains oursins venimeux, principalement Asthenosoma varium et Astropyga radiata. Ce crabe est zébré de stries noires et blanches, qui lui permettent de se fondre dans les piquants des oursins.

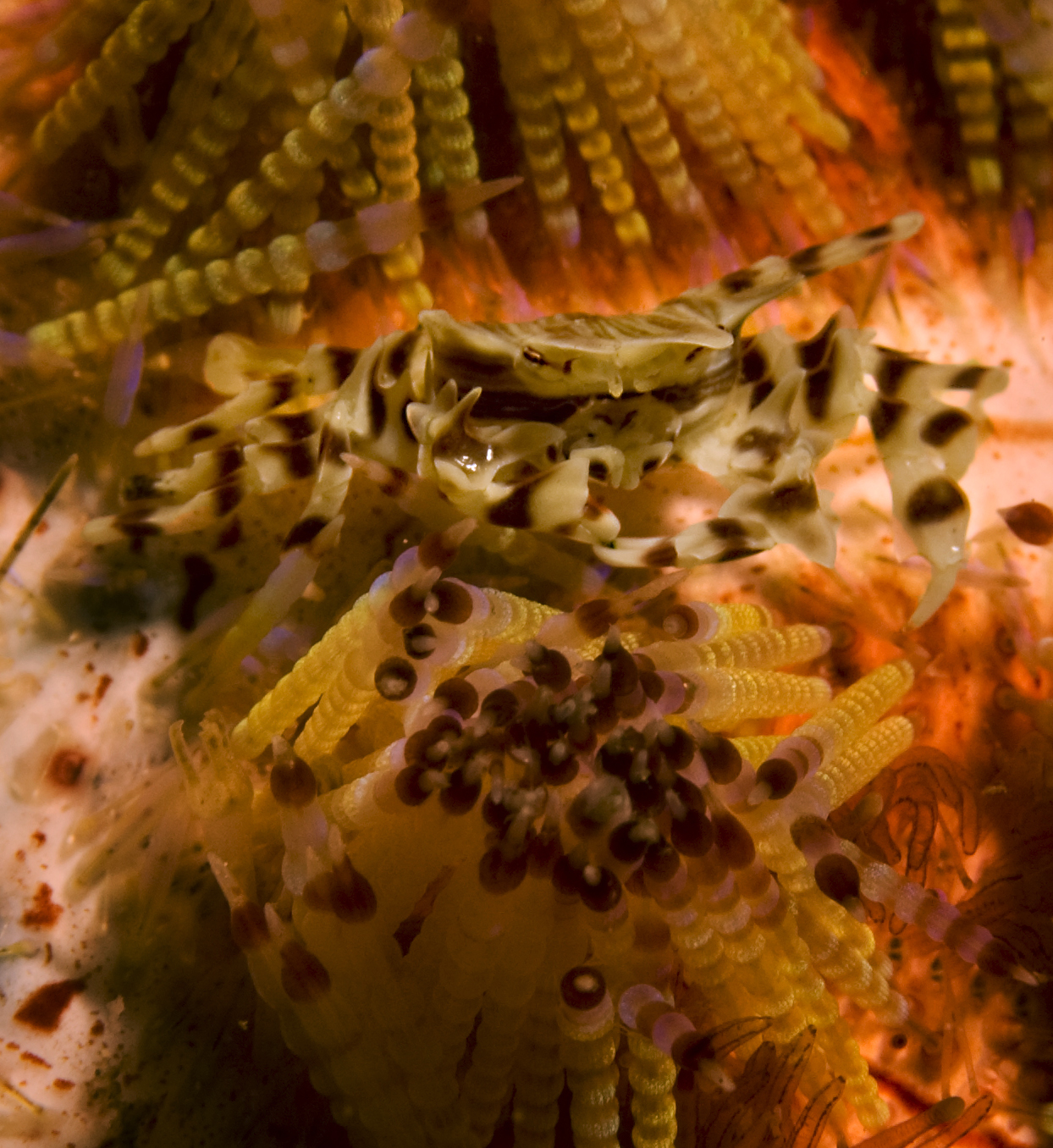
Un crabe-zèbre entre les piquants d'un oursin de feu.

## Distribution et habitat
Cette espèce se rencontre dans l'océan Indien et dans le Pacifique ouest, respectant l'aire de répartition de ses hôtes.